# Oi! Tonbo
Oi! Tonbo (オーイ! とんぼ?), conocida como ¡Oye, Tonbo! en Hispanoamérica, es una serie de manga japonesa escrita por Ken Kawasaki e ilustrada por Yū Furusawa. Se ha serializado en la revista de golf Weekly Golf Digest de Golf Digest desde agosto de 2014. Una adaptación de la serie de televisión de anime producida por OLM se emitió de abril a junio de 2024. Una segunda temporada se emitirá desde octubre de 2024 hasta enero de 2025.

## Sinopsis
La serie está ambientada en la isla ficticia de Hinoshima en las islas Tokara (basada en Nakanoshima), a donde se dirige Kazuyoshi Igarashi por razones desconocidas. Conoce a Tonbo Ōi, una chica con talento para el golf.

## Personajes
Tonbo Ōi (大井 とんぼ Ōi Tonbo?)
 Seiyū: Rika Hayashi, Stefanie Izquierdo (español latino)
Kazuyoshi Igarashi (五十嵐 一賀 Igarashi Kazuyoshi?)
 Seiyū: Hiroki Tōchi, Andrés García (español latino)
Gonjī (ゴンじい?)
 Seiyū: Shin Aomori, Paco Mauri (español latino)
Setsuba (セツばあ?)
 Seiyū: Mizuka Arima, Olga Hnidey (español latino)
Bunpei (ブンペイ?)
 Seiyū: Junya Enoki, Carlos Hugo Hidalgo (español latino)
Yōko Adaniya (安谷屋洋子 Adaniya Yōko?)
 Seiyū: Mimi Maihane, Rosa María Martínez (español latino)
Kanchō (館長?)
 Seiyū: Kenji Yamauchi
Chūzai (駐在?)
 Seiyū: Kentaro Takano
Wataru (ワタル?)
 Seiyū: Arisa Sekine, Jorge Rafael (español latino)
Yūma (ユウマ?)
 Seiyū: Satomi Kobashi, Alan Moo Malvárez (español latino)
Tsubura Adaniya (安谷屋 円 Adaniya Tsubura?)
 Seiyū: Eri Kitamura
Hinoki Otoha (音羽ひのき Otoha Hinoko?)
 Seiyū: Yui Ishikawa
Emi Kurisu (栗須エマ Kurisu Emi?)
 Seiyū: Marina Inoue
Hajime Udo (有働ハジメ Udo Hajime?)
 Seiyū: Eiji Hanawa
Shima-san (島さん?)
 Seiyū: Sanae Kobayashi

## Contenido de la obra

### Anime
En mayo de 2023, se anunció una adaptación de la serie de televisión de anime. La serie está animada por OLM, con CG proporcionado por SMDE y dirigida por Jin Gu Oh, con Mitsutaka Hirota escribiendo los guiones de la serie, Akira Takeuchi diseñando los personajes, Keita Hattori dirigiendo el 3DCG y Nobuko Toda componiendo la música. La serie se emitió del 6 de abril al 29 de junio de 2024 en TV Tokyo. El tema de apertura, "Habatake", es interpretado por Sacra e sole, mientras que el tema de cierre, "Let's Swing", es interpretado por Tokyo Groove Jyoshi. REMOW obtuvo la licencia de la serie en América del Norte para su transmisión en Amazon Prime Video y en el canal de YouTube It's Anime y en América Latina a través de Anime Onegai. Jonu Media obtuvo la licencia de la serie en España.
Tras la emisión del episodio final de la primera temporada, se anunció que la serie recibió una segunda temporada, la cual se estrenó el 4 de octubre del mismo año.
El 25 de abril de 2024, Anime Onegai anunció que la serie había recibido un doblaje en español latino, la cual se estrenó el 3 de mayo.